# Stadt Kiel
Die Stadt Kiel ist ein Traditionsschiff mit Heimathafen Kiel und ein technisches Kulturdenkmal des Landes Schleswig-Holstein. Sie hat eine Länge zwischen den Loten (LPP) von 28,13 m, eine Breite von 7,30 m und ist mit 253 BRT vermessen. Sie verfügte ursprünglich über 400 Sitzplätze, ist heute aber nur noch für bis zu 100 Passagiere ausgelegt.

## Geschichte

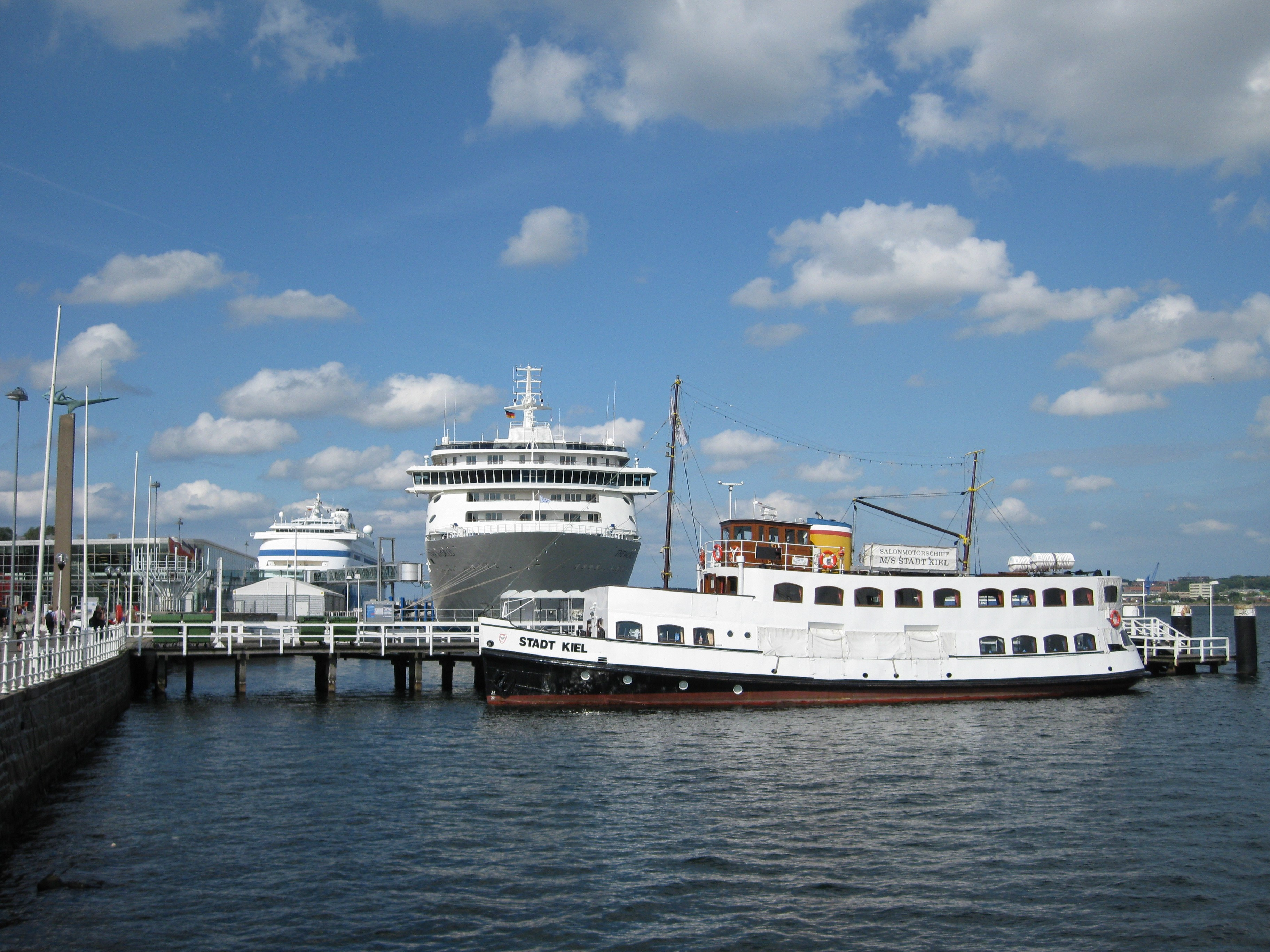
Seitenansicht, im Hintergrund der Ostseekai

Die Stadt Kiel lief am 26. Mai 1934 auf der Germaniawerft vom Stapel und war in den darauffolgenden Jahren als Fahrgastschiff bei der Fördeschifffahrt im Einsatz. Ein gleichartiges Schiff fuhr als Heikendorf.
1943, während des Zweiten Weltkrieges, wurde die Stadt Kiel durch einen Bombenangriff versenkt, konnte jedoch geborgen und anschließend im dänischen Svendborg instand gesetzt werden, dabei wurde sie auch um drei Meter verlängert. Ab 1946 war das Schiff wieder in der Kieler Förde im Liniendienst. 1954 wurde es bei der Kröger-Werft in Rendsburg umgebaut und fuhr später als Charter- und Ausflugsschiff auf der Kieler Bucht, z. B. auf Fahrten „Rund um das Feuerschiff“, als Fähre Sonderburg–Eckernförde und sogar im Öresund. 1976 wurde die Stadt Kiel vom bisherigen Eigner KVAG verkauft und wechselte dann noch mehrmals den Eigentümer.
Im Jahr 1983 kaufte der Förderverein MS Stadt Kiel e.V. das Schiff und holte es von Lübeck-Travemünde, wo es inzwischen lag, wieder nach Kiel zurück. Auch mit ABM wurden umfassende Sanierungs- und Instandhaltungsarbeiten vorgenommen. Seit 1994 ist das Schiff Denkmal. Heute werden mit dem Schiff Passagierfahrten in der südwestlichen Ostsee durchführt.